# فرانك غرينوود (ضابط)
فرانك غرينوود (بالإنجليزية: Frank Greenwood)‏ هو ضابط أمريكي، ولد في 10 يناير 1915 في ميثيون في الولايات المتحدة، وتوفي في 12 نوفمبر 1942 في البحر الكاريبي في الولايات المتحدة.